# Vaterpolo klub Bečej
El VK Bečej (Vaterpolo klub Bečej - ВК Бечеј) va ser un club de waterpolo de la ciutat de Bečej, a Sèrbia. Fundat el 1947, el club es va dissoldre el 2002 a causa de la mala situació financera.

## Palmarès
- Lliga de Campions
  - Campions (1): 1999/00
  - Finalistes (1): 1998/99
- Lliga serbo-montenegrina: 
  - Campions (6): 1996, 1997, 1998, 1999, 2000, 2001
- Copa serbo-montenegrina
  - Campions (6): 1996, 1997, 1998, 1999, 2000, 2001